# DEFA (Kanone)

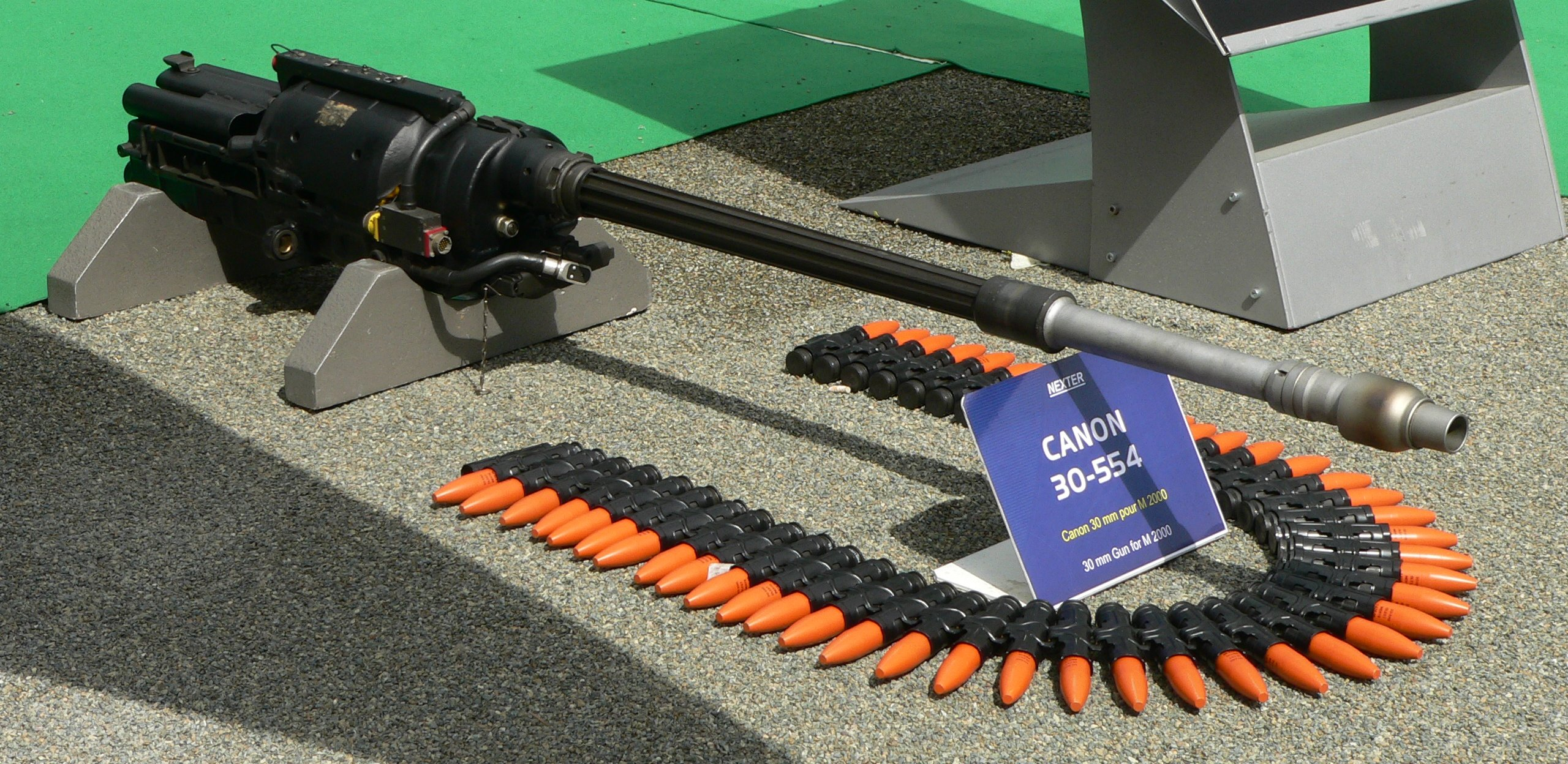
DEFA 554

Die GIAT DEFA 550 ist eine Serie von weitverbreiteten französischen Revolverkanonen.

## Modellvarianten

### DEFA 551 (Canon 30 M 550 F1)
Die ursprüngliche DEFA 551 wurde in den späten 1940er-Jahren entwickelt. Sie basierte auf dem deutschen Mauser MG 213, einer projektierten Revolverkanone für Flugzeuge. Vom MG 213 wurden zehn Prototypen gebaut, die kurz vor oder nach dem Kriegsende alliierten Truppen in die Hände fielen. Die Zentrale von Mauser befand sich in Oberndorf am Neckar; das Gebiet wurde von Westalliierten besetzt. Das MG 213 wurde zur Basis für die DEFA, die fast identische britische ADEN sowie die etwas kleinere US-amerikanische M39-Kanone.

### DEFA 552 (Canon 30 M 550 F2A/F2B)
Als DEFA 552 begann die Produktion im Jahr 1954.

### DEFA 553 (Canon 30 M 550 F3)
Im Jahr 1968 wurde mit der Kanone 550-F3 eine verbesserte Version entwickelt, welche ab 1971 als DEFA 553 in Produktion ging. In der neuen Version wurde eine neue Munitionszuführung, ein gehärtetes Rohr, ein geschmiedetes Trommelgehäuse und eine elektrische Zündung eingeführt. Die DEFA 553 ist eine gasdruckbetriebene Fünfkammer-Revolverkanone mit einer pyrotechnischen Kartusche zum Durchladen der Kanone sowie elektrischer Zündung. Die Waffe feuert diverse Munitionssorten im Kaliber 30 mm im Dauerfeuer sowie im 0,5- bzw. 1-Sekunden-Feuerstoß ab.

### DEFA 554 (Canon 30 M 550 F4)
Die 553 wurde ersetzt durch die DEFA 554, welche eine Reihe von Detailänderungen mitbrachte. Die DEFA 554 nutzt drei anstatt zwei Trommelkammern für das Laden, womit die Kadenz erhöht wurde. Die Lebensdauer des Rohrs sowie die Zuverlässigkeit wurden verbessert und eine elektrische Kontrolleinheit installiert, die dem Piloten erlaubt, zwei Feuerraten einzustellen: 1800 Schuss pro Minute für den Luftkampf und 1200 Schuss für Bodenangriffe. Die 554 beinhaltete weiterhin drei anstatt einer pyrotechnischen Kartusche, womit der Pilot die Waffe beim Start spannen kann und noch zwei Kartuschen für den Flug übrig hat. Solche Kartuschen sind notwendig, wenn die Waffe aufgrund einer Fehlzündung blockieren sollte und um die defekte Patrone durch das erneute Durchladen zu entfernen.
Die DEFA-550-Serie war die Standard-Kanone in allen mit Bordwaffen ausgerüsteten französischen Kampfflugzeugen von 1954 bis zur Einführung der Dassault Rafale im Jahr 2000.
Des Weiteren wurde die Waffe von CASA, Dassault Aviation und Matra in Waffenbehälter eingebaut.
Die Munition der DEFA und der ADEN ist identisch.
In der Rafale wurde die DEFA 550 durch die GIAT 30 Serie M791 ersetzt, wenn auch die DEFA noch viele Jahre weitverbreitet sein wird.

## Anwendungen
Argentinien
IA-58B/C (DEFA 553)
IA-63 (DEFA 554) und (DEFA 553/554 in Rumpfbehälter)
IA-58D (DEFA 554)
 Frankreich
SO.4050 Vautour (DEFA 551)
Dassault Mystère IIC (DEFA 551)
Dassault Mystère IV (DEFA 551)
Dassault Super Mystère (DEFA 552)
Dassault Mirage III (DEFA 552A)
Dassault Étendard IVM (DEFA 552)
Dassault Mirage 5/50 (DEFA 552A)
Dassault Mirage F1 (DEFA 553)
SEPECAT Jaguar A (DEFA 553)
Dassault/Dornier Alpha Jet (DEFA 553 in Rumpfbehälter)
Dassault Super Étendard (DEFA 553)
Mirage 2000C/-5/-9 (DEFA 554)
Mirage 2000D RMV (DEFA 553 in Rumpfbehälter)
 Israel
IAI Nesher / Dagger / Finger (DEFA 552A)
IAI Kfir (DEFA 552A)

IAI Lavi (DEFA 552A)
 Italien
Aeritalia G91Y (DEFA 552)
Aermacchi MB-326K (DEFA 553)
 Südafrika
Impala MK II (DEFA 553)
Atlas „Cheetah“ (DEFA 553)
 Vereinigte Staaten
Douglas A-4H/N „Ayit“ („Skyhawk“ der IAF)
 Spanien
Casa C-101 „Aviojet“ (DEFA 553)

## Technische Daten
- Type: einläufige Maschinenkanone
- Kaliber: 30 mm × 113 mm
- Funktion: gasdruckbetriebene Fünfkammer-Revolverkanone
- Länge: 1,66 m
- Gewicht (komplett): 85 kg
- Schussfolge: 1300 Schuss pro Minute
- Mündungsgeschwindigkeit: 815 m/s
- Geschossgewicht: 243 g